# Єлизавета Волоська
Єлизаве́та (рум. Elisabeta; бл. 1340 — бл. 1369) — волоська князівна, княгиня опольська (1353—1369). Представниця дому Басарабів. Донька волоського воєводи Миколая-Олександра. Перша дружина опольського князя Володислава ІІ (бл. 1353). Одружилася з останнім під час його перебування в Угорщині. Народила Володиславові трьох доньок: Кінгу, Єлизавету (Агнесу) і Катерину.

## Сім'я
- Чоловік (з 1353): Володислав ІІ, опольський князь.
  - Кінга (1355/1357 — після 1369) — черниця у Старій Буді.
  - Єлизавета (1360—1411) ∞ Йост, король Німеччини.
  - Катерина (1367—1420) ∞ Генріх VIII, князь глогувський.